# 薄身羅馬諾鮈
薄身羅馬諾鮈（学名：Romanogobio tenuicorpus）为輻鰭魚綱鯉形目鲤科的其中一種，分布於蒙古、中國东北与华北水域（如黑龙江水系、黄河中下游等）。 體長可達16公分，棲息在中底層水域。中文亦称细体鮈。